# 양세종
양세종(1992년 12월 23일 ~ )은 대한민국의 배우이다.

## 학력
- 홍익대학교 사범대학 부속고등학교 (졸업)
- 한국예술종합학교 연극원 연기과 (예술사)

## 성장 과정
양세종은 1992년 12월 23일 서울시에서 태어났다. 가족은 아버지, 어머니가 있으며 무녀독남(외동아들)이다. 양세종이라는 이름은 세상 세(世), 으뜸 종(宗)으로 '세상의 종을 울려라'라는 뜻이다. 그는 고등학교 때까지 연기에는 아예 관심도 없었다고 한다. 실제로 그 고등학교 때에는 태권도 시범단을 하면서 삼성재단에서 장학금도 받았고 태권도로 체대를 준비했다고 한다. 하지만 고2 때 생애 처음으로 학교에서 단체로 보러간 연극을 보고 '나도 저 무대 위 배우 같은 사람이 되고 싶다.'고 생각하고 고3때 연기로 진로를 정했다고 한다. 늦은 입시 준비에도 하루도 빠짐없이 연습해서 결국 재수해서 한예종에 합격했다. 중학교 2학년 때부터 고등학교 1학년 때까지 2년간 책ㆍDVD 대여점에서 아르바이트를 하면서 그곳의 책과 영화를 섭렵했던 것도 그의 진로에 영향을 주었다는 인터뷰도 있다.
2012년 한국예술종합학교 연극원 연기과 12학번으로 입학한 양세종은 학교를 휴학하고 처음으로 본 《사임당, 빛의 일기》 오디션에서 합격하여 처음으로 드라마를 시작하게 되었다.

## 경력
양세종은 지난 2015년 가을부터 2016년 중반에 걸쳐 사전제작으로 촬영한 SBS 드라마 《사임당, 빛의 일기》의 촬영을 마치고, 2016년 오디션을 통해 의학 드라마 《낭만닥터 김사부》에 캐스팅 되어 극중 괴짜 의사 김사부(한석규)의 제자 도인범 역할로 강동주(유연석)와 동기로 가장 치열한 라이벌 관계이자, 든든한 협력자로 주목을 받았다.
2017년 1월부터 방영을 시작한 드라마 《사임당, 빛의 일기》에서 조선시대 이겸(송승헌)의 젊은 시절과 현대 서지윤(이영애)의 조력자 한상현 역할을 맡아 1인 2역을 연기했다. 실제로는 《사임당, 빛의 일기》가 촬영은 먼저 마쳤으나 《낭만닥터 김사부》가 먼저 방영되면서 그의 데뷔작이 되었다.
이어 2017년 6월부터 방송을 시작한 OCN의 주말드라마인 《듀얼》에서 데뷔 7개월 만에 주연을 맡았다. 극 중에서 복제인간 이성준과 이성훈의 1인 2역을 연기했다. 후반부에서는 이성준과 이성훈의 본체인 24년전 사망한 이용섭 박사로도 분하여 1인 2역이 아닌 1인 3역도 소화하였다.
2017년 9월부터 방영되는 SBS 드라마 《사랑의 온도》에서 고등학교 졸업 후 프랑스 르꼬르동블루에서 요리를 배운 미슐랭 원스타 레스토랑 《굿 스프》의 셰프인 온정선 역할을 맡아 지상파 첫 주연을 했고 그 결과 SBS 연기대상과 제54회 백상예술대상에서 신인상을 수상하며 데뷔 1년 단 3편만에 주연을 꿰차고 신인상을 석권하는 대기록을 세웠다.

## 출연 작품

### 드라마
| 연도                  | 방송사          | 제목                             | 역할                | 비고                            |
| --------------------- | --------------- | -------------------------------- | ------------------- | ------------------------------- |
| 2016                  | SBS             | 《낭만닥터 김사부》              | 도인범              | 데뷔작                          |
| 2017                  | SBS             | 《낭만닥터 김사부》              | 도인범              | 데뷔작                          |
| 《사임당, 빛의 일기》 | SBS             | 한상현 / 어린 이겸 (송승헌 아역) | 1인 2역 / 사전 제작 |                                 |
| OCN                   | 《듀얼》        | 이성준 / 이성훈 / 이용섭         | 1인 3역             |                                 |
| SBS                   | 《사랑의 온도》 | 온정선                           |                     |                                 |
| SBS                   | 2018            | 《서른이지만 열일곱입니다》      | 공우진              |                                 |
| 2019                  | JTBC            | 《나의 나라》                    | 서휘                |                                 |
| 2020                  | SBS             | 《낭만닥터 김사부 2》            | 도인범              | 1회, 10회, 14회 ~ 15회 특별출연 |
| 2023                  | Netflix         | 《이두나!》                      | 이원준              |                                 |
| 2025                  | 디즈니+         | 《파인: 촌뜨기들》               | 오희동              | 11부작                          |

### 영화
| 연도 | 제목                     | 역할      | 비고 |
| ---- | ------------------------ | --------- | ---- |
| 2013 | 《우리가 모르는 사실들》 | 단편 영화 |      |
| 2013 | 《마음의 소리》          | 단편 영화 |      |

### 연극
| 연도 | 제목                   | 역할 | 비고           |
| ---- | ---------------------- | ---- | -------------- |
| 2014 | 《앨리스, 학교가야지》 |      | 프린지페스티벌 |

## 연기 외 활동

### 텔레비전 프로그램
| 연도 | 방송사 | 제목           | 역할 | 비고 |
| ---- | ------ | -------------- | ---- | ---- |
| 2019 | tvN    | 《커피프렌즈》 | 고정 |      |

### 라디오 프로그램
| 연도 | 방송사     | 제목            | 역할        | 비고 |
| ---- | ---------- | --------------- | ----------- | ---- |
| 2017 | SBS 파워FM | 두시탈출 컬투쇼 | 게스트 출연 |      |
| 2025 | SBS 파워FM | 두시탈출 컬투쇼 | 게스트 출연 |      |

### 광고
| 연도        | 기업명             | 제품명                           | 종류         | 비고             |
| ----------- | ------------------ | -------------------------------- | ------------ | ---------------- |
| 2017~(현재) | (주)세정           | 크리스 크리스티                  | 의류         | 지면 광고        |
| 2018~(현재) | (주)리더스코스메틱 | 리더스코스메틱                   | 화장품       | 이승기           |
| 2018~(현재) | 쌤소나이트 코리아  | 쌤소나이트 레드                  | 가방         |                  |
| 2018~(현재) | (주)엠케이트렌드   | 버커루                           | 의류(청바지) | 선미             |
| 2018~(현재) | 한국코카콜라(유)   | 토레타                           | 이온음료     | 박보영           |
| 2018~(현재) | (주)미즈노         | 미즈노                           | 스포츠웨어   |                  |
| 2018~(현재) | 농림축산식품부     | '꽃에는 힘이 있다 - 마음 사진관' | 공익광고     | 꽃 생활화 캠페인 |
| 2023~       | Tiffany & Co.      | 티파니앤코                       | 쥬얼리       |                  |
| 2024~       | 신성통상㈜         | ZIOZIA                           | 의류         |                  |

## 수상 및 후보
| 연도 | 시상식                         | 부문                           | 작품                    | 결과 | 출처   |
| ---- | ------------------------------ | ------------------------------ | ----------------------- | ---- | ------ |
| 2017 | 제1회 더 서울어워즈            | 드라마부문 남자 신인상         | 사임당, 빛의 일기       | 후보 | [ 11 ] |
| 2017 | SBS 연기대상                   | 남자 신인상                    | 사랑의 온도             | 수상 |        |
| 2018 | 제54회 백상예술대상            | TV부문 남자 신인연기상         | 사랑의 온도             | 수상 | [ 12 ] |
| 2018 | 제6회 아시아태평양 스타 어워즈 | 남자 신인상                    | 사랑의 온도             | 수상 |        |
| 2018 | 제6회 아시아태평양 스타 어워즈 | 남자 케이스타인기상            | 사랑의 온도             | 후보 |        |
| 2018 | 제13회 숨피 어워즈             | 브레이크아웃 배우상            | 사랑의 온도             | 후보 |        |
| 2018 | 제13회 숨피 어워즈             | 베스트 키스상 (with 서현진)    | 사랑의 온도             | 후보 |        |
| 2018 | 제13회 숨피 어워즈             | 베스트 커플상 (with 서현진)    | 사랑의 온도             | 후보 |        |
| 2018 | 제2회 더 서울어워즈            | 드라마부문 남자인기상          | 서른이지만 열일곱입니다 | 후보 |        |
| 2018 | SBS 연기대상                   | 월화드라마부문 남자 우수연기상 | 서른이지만 열일곱입니다 | 수상 |        |
| 2018 | SBS 연기대상                   | 베스트 커플상 (with 신혜선)    | 서른이지만 열일곱입니다 | 후보 |        |
| 2019 | 제14회 숨피 어워즈             | 베스트 커플상 (with 신혜선)    | 서른이지만 열일곱입니다 | 후보 |        |